# NGC 7224
NGC 7224 é uma galáxia elíptica (E) localizada na direcção da constelação de Pegasus. Possui uma declinação de +25° 51' 54" e uma ascensão recta de 22 horas, 11 minutos e 35,3 segundos.
A galáxia NGC 7224 foi descoberta em 6 de Setembro de 1863 por Albert Marth.